# セレック・トラック
セレックトラックとはアメリカン・モーターズ社（AMC）独自のフルタイム四輪駆動（4WD）用の駆動切り替え装置の商標である。開発当初はセンターにディファレンシャルを設けずに、LSDとして作用するビスカスカップリングトルクファイヤーを配分に用いたことで、フルタイム４WDの伝達切り替えを走行中にできるようにした点で画期的であった。速度が80km/h以下であれば、2WDと4WDハイレンジのどのモードでも、走行中の切り替えが可能である。ニュートラルを経てのパートタイム4WD・ローレンジへの切り替えは、流体継ぎ手のビスカスカップリング前のトランスファーギアの切り替えであるため、停止もしくは極低速にする必要がある。
しかし、センターディファレンシャルを持たない形式のため、4輪駆動時の駆動伝達のタイムラグおよびビスカスの機械ロスが生じやすく、伝達効率に少し劣る過渡期のシステムでもあった。
トルクファイヤーと呼ぶ、ミッションケース後方に取り付けられた比較的大型のビスカスカップリングから、前後に分岐するようにプロペラシャフトが設けられ、その分岐接続を、機械的なレバー操作を用いて後輪駆動（2WD）、パートタイム4WD・ハイレンジ、フルタイム4WD・ハイレンジの各モードを切り替えられる機構。後に、レバー操作が電気的なスイッチに置き換えられた。

## 搭載可能モデル
- AMC・イーグル (Eagle)
- AMC・ジープ・ワゴニア (XJ) (Wagoneer XJ1984 - 1991)
- AMCまたはクライスラー ジープ・チェロキー (1984 - )全モデル。（ただし日本では1987年以降）